# Penicillium glabrum
Penicillium glabrum (Wehmer) Westling – gatunek grzybów z klasy Eurotiomycetes.

## Systematyka i nazewnictwo
Pozycja w klasyfikacji według Index Fungorum: Penicillium, Aspergillaceae, Eurotiales, Eurotiomycetidae, Eurotiomycetes, Pezizomycotina, Ascomycota, Fungi.
Po raz pierwszy zdiagnozował go w 1893 r. Carl Wehmer nadając mu nazwę Citromyces glaber. Obecną, uznaną przez Index Fungorum nazwę nadał mu Richard Westling w 1911 r.
Synonimy:
- Citromyces glaber Wehmer 1893
- Penicillium frequentans Westling 1912
- Penicillium terlikowskii K.W. Zaleski 1927[2].

## Charakterystyka
Penicillium glabrum to grzyb mikroskopijny zbudowany ze strzępek, na których wyrastają prostopadle do nich konidiofory na szczycie rozwidlające się wielokrotnie, tak, że swoim wyglądem przypominają pędzel. Na szczytowych komórkach konidiotwórczych powstają zarodniki konidialne tworzące łańcuszki bazypetalne. Kolonia P. glabrum tworzy watowaty nalot popularnie nazywany pleśnią.
Opisano około 300 gatunków Penicillium. Rozróżniane są poprzez mikroskopową analizę ich morfologii, analizę metodami biologii molekularnej i analizę budowy DNA. Najbardziej podobne do P. glabrum gatunki to Penicillium spinulosum, Penicillium purpurescens i Penicillium montanense. Sugerowano, że może to być ten sam gatunek. Badania wykonane na 35 izolatach tych gatunków wykazały jednak, że są to odrębne gatunki. Modele statystyczne oparte na danych morfologicznych i ogólnych danych fizjologicznych wskazały, że pięć cech miało znaczenie dla rozróżnienia tych gatunków: tekstura ścian konidiów, średnice kolonii na podłożu Czapek i 25% agarze z azotanem glicerolu, szerokość fialid i średnica pęcherzyka.
P. glabrum na owocach cytrusowych wytwarza mykotoksynę o nazwie cytromycetyna.